# João Portocarreiro

Brasão de Armas da Casa de Portocarrero

João Portocarreiro foi o XII Senhor de Moguer e o IV Marquês de Villanueva del Fresno. Foi senhor da Casa de Portocarreiro e dos seus morgadios a partir de 1566 apesar de ser surdo mudo, facto que na altura era tido como um grande problema.
Devido a essa deficiência o seu irmão Alonso de Portocarreiro I Senhor do Morgadio de Écija, deu inicio a um processo judicial com a intenção de lhe retirar os bens, sem no entanto ter tido qualquer efeito, pois sentenças emitidas em 1568 e 1569 confirmaram a posso dos bens a João Portocarreiro.

## Relações familiares
Foi filho de Alonso Portocarreiro e de Maria de Morales.
Casou com uma prima sua, Juana Portocarrero, filha de Cristóbal Osório Portocarreiro, Senhor de Montijo, de quem teve:
1. Alonso Portocarreiro XIII Senhor de Moguer.
2. Juan Portocarrero.
3. Cristóbal Portocarrero.
4. Pedro Portocarrero.
5. Juan Portocarrero.
6. Martín Fernández Portocarrero casou com Mayor Manuel.
7. Isabel Portocarrero.
8. María Portocarrero.
9. Mariana Portocarrero.